# Todo comenzó por el fin
Todo comenzó por el fin es una película documental colombiana de 2015 dirigida por Luis Ospina y basada en la vida y obra de Andrés Caicedo, Carlos Mayolo y el propio Ospina y su influencia en el cine y la literatura colombianas en las décadas de 1970 y 1980, liderando el famoso "Grupo de Cali" o "Caliwood". También presenta imágenes de la recuperación del director Luis Ospina tras ser diagnosticado con cáncer.
La película logró varios galardones a nivel nacional: el premio Cinemateca entregado por IDARTES en 2015, el premio del público en el Festival Internacional de Cine de Cartagena en 2016, el premio a Mejor Director en el mismo festival y dos Premios Macondo 2016, entregados por la Academia Colombiana de Artes y Ciencias Cinematográficas, incluido el de Mejor Documental. 
El documental, además, ha sido exhibido en importantes eventos como el Festival Internacional de Cine de Toronto, el Festival Internacional de Cine de Mar del Plata y el Festival Internacional de Cine Documental de Navarra, entre otros.

## Ficha técnica
Dirección: Luis Ospina. 
Producción: Luis Ospina con el apoyo del Fondo para el Desarrollo Cinematográfico Proimágenes. 
Producción ejecutiva: Sasha Quintero Carbonell. 
Guion: Luis Ospina. 
Montaje: Luis Ospina / Gustavo Vasco. 
Director de fotografía: Francisco Medina. 
Fotografía adicional: José Luis Guerín Barcelona / Madrid), Luis Ospina (Madrid / Bogotá), Lina González, Rubén Mendoza, Margarita Peña, Miguel Salazar (Bogotá), Jaime Bonilla, Óscar Campo, Ramiro Arbeláez (Cali). Auxiliar de cámara: Andrea Said Camargo. Sonidista y Diseño sonoro: Isabel Torres. Sonidista adicionales: Amanda Villavieja (Madrid / Barcelona), Carlos Rincón, Andrés Montaña Duret, Elkin Pérez, Juan Camilo Martínez (Colombia). 
Música original: Camilo Sanabria «Home Movies». 
Música adicional: «Descarga» (Bloque de Búsqueda), «La casa del sol naciente» (Los Speakers), «Caliwood» (Junior Jein), «La palabra fin» (Johnny Pacheco / Rolando La serie), «Quinteto de cuerdar e Do Mayor Op. 163 D. 956 (Adagio)» (Franz Schubert), «Le Dejeuneur» (La Collection), «Frisco Disco» (Davor Devcic), «67 Jam» (Gary Wolk),»Classical Drama» (Peter Godfrey), «Time Lapse» (Stuart Kilbride), «Dirge» (Music Candy), «The Awful Truth» (Spooky Music), «Señra Santana» (Ernesto Díaz), «Yes, I’m Coming Home» (Sandro Romero / Eugenio Renjifo). 
Con la participación en orden alfabético de: Alberto Quiroga, Alberto Valdiri, Alejandra Borrero, Alejandra Gómez Lemos, Andrés Caicedo, Ani Aristizabal, Beatriz Caballero, Carlos Congote, Carlos Mayolo, Clarisol Lemos, Claudia González, Corinna Chand, Eduardo Carvajal, Elsa Vásquez, Enrique Buenaventura, Eugenio Renjifo, Fernando López, Guillermo Lemos, Harold Lavarado Tenorio, Hernando Guerrero, Jaime Acosta, Jaime Bonilla, Joyce Lasmassonne, Karen Lamassonne, Lina González, Liuba Hleap, María Vásquez, Miguel González, Miguel Marías, Óscar Campo, Patricia Restrepo, Pilar Villamizar, Ramiro Arbeláez, Ricardo Duque, Rodrigo Lalinde. Rosario Caicedo, Sandro Romero, Vicky Hernández. 
Textos leídos por: Sandro Romero, Joe Broderick. 
Textos citados: «El banquete» (Platón), «¡Que viva la músiva!», Cartas y escritos (Andrés Caicedo), «Todos nosotros» (Isla Correyero), «The Hollow Men» (T. S. Eliot), «Anti-100 years of Cinema Manifesto» (Jonas Mekas), «La edad de la (sin)razón)» (Sandro Romero), «Andrés Caicedo (septiembre 1951 – marzo 1977)» de «El libro de las celebraciones» (Patricia Restrepo). «Mamá, ¡qué hago?» (Carlos Mayolo), «Carta a Luis Ospina» (Hernando Guerrero). 
Películas citadas: «Los olvidados» (Luis Buñuel), «Cobra Verde» (Werner Herzog), «Noche sin fortuna» (Francisco Forbes / Álvaro Cifuentes), «Mayolo de película» (Roberto Triana), «Pura sangre» (Luis Ospina), «Valeria» (Óscar Campo), «Cali, cálido, calidoscopio» (Carlos Mayolo), «En ángel del pantano» (Ósacr Campo), «Oiga vea» (Carlos Mayolo / Luis Ospina), «Agarrando pueblo» (Carlos Mayolo / Luis Ospina), «Carne de tu carne» (Carlos Mayolo), «La última» (Hildebrando Pottas), «Tres grados más de fiebre» (Carlos Andrés Bayona), «Vía cerrada» (Luis Ospina), «Viene el hombre» (Creación colectiva), «Autorretrato (dormido)» (Luis Ospina), Angelita y Miguel Ángel (Andrés Caicedo / Carlos Mayolo, «Angelitos empantanados» (Andrés Caicedo / Eduardo Carvajal), «Andrés Caicedo: unos pocos buenos amigos» (Luis Ospina), «¡Adiós a Cali!» (Luis Ospina), «Un tigre de papel» (Luis Ospina), «La desazón suprema» (Luis Ospina), «Soplo de vida» (Luis Ospina), «Cancer» (Encyclopedia Britannica), «Boredom At Work» (Layton Mabrey), «Believe It or Not» (Mallincordt Chemical Company), Dialogue with Life» (MPO Productions), «Columbia Revolt» (The Newsreel / Kit Parker Fims), «Combat Fatigue: Insomnia» (Wilding Picture Alliance / US Navy), «Heart and Circulation» (ERPI Classroom Films, Inc.), «The Heart» (Almanac Films), «I am a Doctor» (A Centron Prodcution), «Point of No Return» (Carl Stevenson), «A Distant Drummer: A Moveable Scene» (William Templeton), «Time is Life» (Francis Thompson), «Skyline New York» (Dudley Pictures Corp.), «Experiment on Organisms» (Techfilm Stuido, Moscow). 
Programas de televisión citados: «Calicalabozo» (Jorge Navas), «Cali: ayer, hoy y mañana» (Luis Ospina), «La sucursal del cielo» (Carlos Duplat / Jairo Soto), «Páginas de Colcultura» (Juan Gustavo Cobo Borda), «Homenaje a Carlos Mayolo» (Culturama / El Espejo / Felipe Moreno), «Protagonistas» (Luis Alberto Díaz), «La dos caras de la moneda» (Álvaro Perea), «Azúcar» (Carlos Mayolo). 
Material de archivo: «Videos inéditos 1984 – 1991» (Eduardo Carvajal), «Making of ‘La mansión de Araucaima’»y «Azúcar» (Eduardo Carvajal), «Películas familiares» (Edaurdo Ospina), «Video inédito» (Rodrigo Lalinde), «Video inédito» (Edgar Gil). «Video inédito» (Luis Fernando Manchola), «Video inédito» (Ramiro Arbeléz), «Promo Zinema Zombie Fest» (Erik Zúñiga), «Festival Internacional de Cine de Cartagena» (Clara Mariana Riascos), «Noticieros» (Caracol TV), «Vintage Los Angeles» (Anonymous / F.I.L.M. Archives). 
Archivo de audio: «Ambos» (Carlos Mayolo). 
Archivos fotograficos: Eduardo Carvajal, Fernell Franco, Karen Lamassonne, Rosario Caicedo, Pakiko Ordóñez, Diego Vélez, Gertjan Bartelsman, Miguel González, Katia González, Beatriz Caballero, Claudia González, Pilar Villamizar, Nydia Quiroga, Joyce Lamassonne, Carlos Duque, Carlos Mayolo, Luis Ospina. 
Colorización: Leonardo Otero / José Espinosa (2.35). 
Mezcla 5.1: José Valenzuela (Cinecolor).
Traduciones: Sally Station (Inglés) / Frédéric Duval (Francés). 
Pasantías: María Paulina Arango / José Roa. 
Formato:16/9. 
Duración: 208 min

## Argumento
«Todo comenzó por el fin» es el autorretrato del “Grupo de Cali”, también conocido como “Caliwood”, un grupo de cinéfilos, que en medio de la rumba y del caos histórico de los años 70s y 80s, lograron producir un corpus cinematográfico que ya hace parte fundamental de la historia del cine colombiano. A su vez, es la historia clínica del propio realizador, quien se enfermó gravemente durante la producción del film. Es la historia de un sobreviviente. 

## Estreno mundial
Toronto International Film Festival TIFF (2015). 

## Festivales y muestras
Toronto International Film Festival TIFF (2015), Yamagata International Documentary Film Festival YIDFF (2015), Festival Internacional de Cine de Cartagena FICCI (2016), Busan International Film Festival (2016), Festival Punto de Vista (2016), Festival Internacional de Cine de Viña del Mar (2016). Bafici (2016), Lincoln Center Film Society (2016), Festval Transcinema (2016), Festival Pachamama (2016), Cinéma du réel (2016), Fondation Cartier (2016), El perro que ladra (2016), XXXV Festival Cinematográfico Internacional del Uruguay (2016), É Tudo (2016), Flaherty Seminar (2016), Filmoteca Española (2016), Filmoteca de Catalunya (2016), LASA Latin American Association Film Festival (2017), New York Colombian Film Festival NYCFF (2017), Museum of the Moving Image (2017), Museo Reina Sofia, Festival de Las Palmas (2018).

## Premios y distinciones
- Premio al Mejor Director, Festival Internacional de Cine de Cartagena FICCI (2016)
- Premio del Público, Festival Internacional de Cine de Cartagena FICCI (2016)
- Premio Cinemateca, Cinemateca Distrital de Bogotá (2015)
- Premio al Mejor Documental, Festival Internacional de Cine de Viña del Mar (2015)
- Premio al Mejor Documental, Festival Internacional de Documentales de Antofagasta – Antofadocs (2016)
- Premio Macondo al Mejor Documental, Academia Colombiana de Artes y Ciencias Cinematográficas (2016)
- Premio Macondo al Mejor Montaje, Academia Colombiana de Artes y Ciencias Cinematográficas (2016)